# Moraea modesta
Moraea modesta är en irisväxtart som beskrevs av Killick. Moraea modesta ingår i släktet Moraea och familjen irisväxter. Inga underarter finns listade i Catalogue of Life.